# 2082 Galahad
A 2082 Galahad (ideiglenes jelöléssel 7588 P-L) a Naprendszer kisbolygóövében található aszteroida. Cornelis Johannes van Houten,  Ingrid van Houten-Groeneveld és Tom Gehrels fedezte fel 1960. október 17-én.